# Siegfried Luther
Siegfried Luther (* 5. August 1944 in Klepps) ist ein deutscher Manager. Er war von 1990 bis 2005 Finanzvorstand (CFO) der Bertelsmann AG (heute Bertelsmann SE & Co KGaA) in Gütersloh, seit 2002 auch stellvertretender Vorstandsvorsitzender von Bertelsmann.

## Leben
Luther studierte Rechtswissenschaften und Betriebswirtschaft an der WWU Münster, legte beide juristische Staatsexamen ab und wurde 1974 zum Dr. jur. promoviert. Seine berufliche Tätigkeit führte ihn 1974 zu Bertelsmann als Leiter der zentralen Steuerabteilung. 1985 wurde er Leiter des Bereichs Finanzen und 1990 zum Mitglied des Vorstands der Bertelsmann AG bestellt. Er nahm unter drei Vorstandsvorsitzenden (bis 1998 Mark Wössner, 1998 bis 2002 Thomas Middelhoff, ab 2002 Gunter Thielen) die Funktion des Finanzvorstands wahr und leitete das Corporate Center. Nach dem Ausscheiden von Thomas Middelhoff übernahm er bis zur Beendigung seiner Vorstandstätigkeit 2005 das Amt des stellvertretenden Vorstandsvorsitzenden. Bei der Konzerngesellschaft Gruner & Jahr AG mit Sitz in Hamburg war er von 1991 bis 2007 Mitglied des Aufsichtsrats. Ab der Gründung der RTL Group SA (Luxemburg) im Jahr 2000 war er bis 2012 Mitglied des Verwaltungsrats; seit 2004 dessen Vorsitzender. Von 1989 bis 2015 war er Geschäftsführer der Reinhard Mohn Verwaltungsgesellschaft, einer Finanzholding, über die die Nachkommen von Reinhard Mohn an der Bertelsmann SE & Co KGaA beteiligt sind.
Er ist seit 1973 mit Ute Hülsenberg verheiratet. Das Ehepaar hat drei Kinder. Luther gehört zu den Seitenverwandten Martin Luthers; er stammt von dessen Bruder Jakob ab.

## Aufsichtsrats- und Verwaltungsratsmandate
- WestLB AG, Düsseldorf (2002 bis 2004 sowie 2006 bis 2010; seit 2006 Vorsitzender des Risikoausschusses)
- Infineon Technologies AG, München (2006 bis 2010, seit 2008 Vorsitzender des Risikoausschusses)
- Wintershall Holding AG, Kassel (2006 bis 2010)
- Compagnie Nationale a Portefeuille SA, Gerpinnes (Belgien) (2006 bis 2011, Mitglied des Comité d'Audit)
- Schaeffler AG (bis 2012 GmbH & Co KG), Herzogenaurach (2010 bis 2019, Vorsitzender des Prüfungsausschusses)
- Evonik Industries AG, Essen (2008 bis 2021, Vorsitzender des Prüfungsausschusses)
- Sparkasse Gütersloh-Rietberg, Gütersloh (2010 bis 2021, seit 2014 Mitglied des Risikoausschusses)

## Ehrenamtliche Funktionen
- 2001 bis 2004 Qualitätskontrollbeirat bei der Wirtschaftsprüferkammer
- 2005 bis 2014 Abschlussprüferaufsichtskommission (APAK)
- 1997 bis 2015 Kuratorium der gemeinnützigen ZEIT-Stiftung Ebelin und Gerd Bucerius, Hamburg
- 1990 bis 2006 Vorstand (seit 1993 stellvertretender Vorsitzender) des Unternehmerverbandes für den Kreis Gütersloh
- Deutsche Stiftung Musikleben Hamburg
- Atlantik-Brücke eV Berlin
- Volksbank Stiftung Gütersloh
- 2007 Mitgründer des Knabenchors Gütersloh und bis 2010 Vorsitzender dessen Trägervereins.